# Mils bei Imst
Mils bei Imst ist eine Gemeinde im Bezirk Imst (Gerichtsbezirk Imst) des Bundeslandes Tirol (Österreich) mit 657 Einwohnern (Stand 1. Jänner 2024).

## Geographie
Mils liegt im Oberinntal nahe Imst, nördlich des Inn. Das Haufendorf befindet sich klimatisch begünstigt am Rand einer Talweitung. Im Gegensatz zu den zwei Nachbarorten Schönwies und Imsterberg hat Mils ganzjährig Sonneneinstrahlung.

### Ortsteile und Straßennamen
- Mils-Au
- Dorfstraße
- Unterdorf
- Tirolerweg
- Reitle
- Kirchweg
- Bachweg
- Floreweg
- Grießanger
- An der Au
- Rupert Amann Straße

### Nachbargemeinden
|                |                                             | Imst |
| Schönwies (LA) | Kompassrose, die auf Nachbargemeinden zeigt |      |
|                | Imsterberg                                  |      |

## Geschichte
Der Name wurde erstmals in einer Urkunde aus der Zeit zwischen 1204 und 1210 als Mulse erwähnt. Mils kann vom lateinischen Wort „molina“ (Mühle) kommen, denn Mils liegt auf einem Schwemmkegel, wo früher oft Mühlen zu finden waren und die herabkommenden Gesteinsbrocken von der Larsennschlucht gemahlen wurden.
Eine andere Erklärung geht von einem antiken Ausgangswort *mulias aus, was so viel wie ‚Geschiebe/Schwemmkegel‘ bedeutet. Die Umgebung rund um Mils wird „auf der Mils“ genannt, was diese These unterstützen würde. Der Ort mit demselben Namen Mils bei Hall liegt ebenfalls auf einem Schwemmkegel.

### Kirchengeschichte
Auf einer kleinen Anhöhe im Ort befindet sich die Pfarrkirche, die zu Ehren des Pestheiligen Sebastians erbaut wurde. Diese Kirche ist erstmals in einem Ablassbrief im Jahre 1451 erwähnt. Im 19. Jahrhundert wurde das alte Gotteshaus durch einen Neubau ersetzt.

### Bevölkerungsentwicklung
EinwohnerJahr1002003004005006007001860189019201950198020102040EinwohnerEinwohnerentwicklung von Mils bei Imst

## Kultur und Sehenswürdigkeiten

### Milser Au
Die Milser Au ist ein nahe gelegenes Erholungsgebiet am Inn. Die Au ist ein Restbestand der früher ausgedehnten flussbegleitenden Waldbestände im Inntal, die infolge der massiven Umgestaltung der Naturlandschaft durch den Menschen zur Schaffung von Kulturland, Siedlungsgebiet, aber auch für Infrastruktureinrichtungen und den damit verbundenen Rodungen stark zurückgedrängt wurden. Die Milser Au besitzt ein Flächenausmaß von etwa 36,8 ha und ist das letzte größere Auwaldgebiet im Oberinntal. Bereits im Jahre 1987 wurde der Waldkomplex als Geschützter Landschaftsteil nach dem Tiroler Naturschutzgesetz unter Schutz gestellt. Hauptgrundbesitzer des Waldkomplexes ist die Agrargemeinschaft Mils. Der unmittelbar am Inn liegende Grauerlenstreifen ist öffentliches Gut und liegt im Zuständigkeitsbereich des Wasserbauamtes. Auf Grund der Lage des Waldkomplexes im Talbodenbereich haben die Bestände eine wichtige klimaregulierende Funktion für das Siedlungsgebiet, die Sportanlage und die Autobahnraststätte von Mils. Das Auwaldgebiet wird von vielen Erholungssuchenden aus der Umgebung (kleinregionales Erholungsgebiet) aufgesucht.
Das Auwaldgebiet wird zudem als Vor- und Nachweide mit Rindern sowie als Heimweide während des Sommers genutzt, wodurch eine Beeinträchtigung der Bestände durch das Weidevieh gegeben ist. Forstlich wurden die Erlenbestände in der Vergangenheit zur Gewinnung von Brennholz nachhaltig bewirtschaftet. Das Sturmereignis vom 21. Juli 2003 verursachte vor allem im südlichen Teil des Auwaldgebietes flächenhafte Schäden im Ausmaß von etwa 7 ha. Auf Grund dieses Schadensausmaßes beschränkte sich in den folgenden Jahren die Holznutzung in der Milser Au auf die Schadholzaufarbeitung. Im Jahr 2008 wurde mit einem Revitalisierungprogramm der Au begonnen.

### Larsennschlucht
Zwischen Milserberg und Lasaltnerwand bricht der Larsennbach aus einer wilden und tiefen Schlucht hervor, die durch ihre klassische Form, ihre Unergründlichkeit, ihre Tiefe und ihre Talnähe eine Besonderheit in dieser Region darstellt. Viele Kletterer kommen, um diese Schlucht zu bezwingen. Die Quelle entspringt im Gemeindegebiet von Schönwies, dann wechselt der Bach kurz in die Gemeinde Mils und am Ende bildet er die Grenze zwischen den Bezirken Imst und Landeck.

## Wirtschaft und Infrastruktur
Durch einen Autobahntunnel ist die Gemeinde vom Durchzugsverkehr und dem entsprechenden Verkehrslärm befreit. Die im Jahre 2002 an der Anschlussstelle Mils der Inntal Autobahn errichtete Raststation Trofana Tyrol bringt der Gemeinde Arbeitsplätze und Einnahmen.
Durch die verkehrsgünstige Nähe zur Autobahn zog das von der Gemeinde errichtete Gewerbegebiet einige kleinere und größere Betriebe nach Mils und sorgt mit zusätzlichen Einnahmen für einen vergleichsweise günstigen Zustand der Gemeindefinanzen.
Auf dem Grenzgebiet Mils/Imst befindet sich seit kurzem eine Tagesklinik für ambulante Chirurgie. Die Kommunalsteuern teilen sich die beiden Gemeinden.
Durch die Lage von Mils zwischen den beiden Bezirkshauptstädten und Industriestandorten Imst und Landeck und die Nähe zu den Tourismushochburgen Österreichs haben viele Bewohner als Pendler Arbeitsplätze in der umliegenden Region gefunden.

### Tourismus

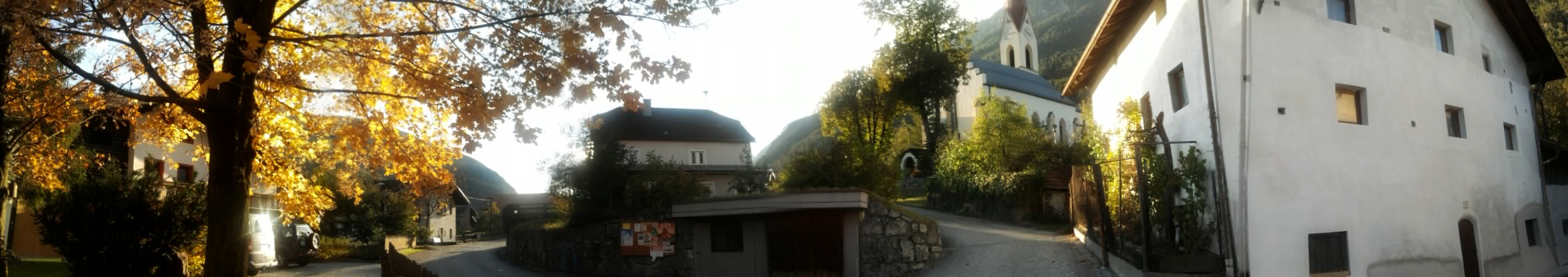
Herbstliches Mils – Dorfstraße

Als ruhige, kleine Gemeinde in verkehrsgünstiger Lage mit einem bäuerlich gebliebenen Erscheinungsbild bietet sich Mils mit Ferienwohnungen und kleinen Pensionen als Urlaubsort an für Familien, Sportler oder Erholungssuchende.

## Politik

### Gemeinderat
- Mit den Gemeinderatswahlen Tirol 2010 hatte der Gemeinderat folgende Verteilung: 5 für Mils - Liste Markus Moser, 4 Zukunftsliste Mils - Liste Bernhard Schöpf und 2 Freie Namensliste.[3]
- Mit den Gemeinderatswahlen Tirol 2016 hatte der Gemeinderat folgende Verteilung: 5 für Mils - Liste Markus Moser, 3 Zukunftsliste Mils - Liste Bernhard Schöpf und 3 Freie Namensliste.[4]
- Mit den Gemeinderatswahlen Tirol 2022 hat der Gemeinderat folgende Verteilung: 6 Zukunftsliste Mils - Liste Bernhard Schöpf und 5 für Mils - Liste Markus Moser[5]

### Bürgermeister
bis 2022 Markus Moser
seit 2022 Bernhard Schöpf

### Wappen
Das Wappen versinnbildlicht die jahrhundertelange Grenzlage der Gemeinde zwischen den Gerichten Imst und Landeck. Die Hufeisen erinnern an die Vorspanndienste, welche die Milser Bauern mit ihrem Zugvieh für die durchziehenden Fuhrwerke an den steilen Straßenstücken bei Lasalt und am Gstoag geleistet haben.

## Persönlichkeiten

### Söhne und Töchter der Gemeinde
- Norbert Gstrein (* 3. Juni 1961), Schriftsteller
- Bernhard Gstrein (* 19. September 1965), Skirennläufer
- David Schnegg (* 29. September 1998), Fußballspieler

### Mit der Gemeinde verbundene Persönlichkeiten
- Erwin Koler (* 13. Dezember 1949), Politiker
- Helene Thurner (* 12. August 1938), Rennrodlerin
- Josef Thurner (* 25. August 1927), Pathologe
- Simon Rueland (* 15. Mai 1997), Skirennläufer